# Kreimbach-Kaulbach
Kreimbach-Kaulbach è un comune di 772 abitanti della Renania-Palatinato, in Germania.
Appartiene al circondario (Landkreis) di Kusel (targa KUS) ed è parte della comunità amministrativa (Verbandsgemeinde) di Lauterecken-Wolfstein.
Il comune si trova sulle rive della Lauter, un affluente del Glan.